# Archeion

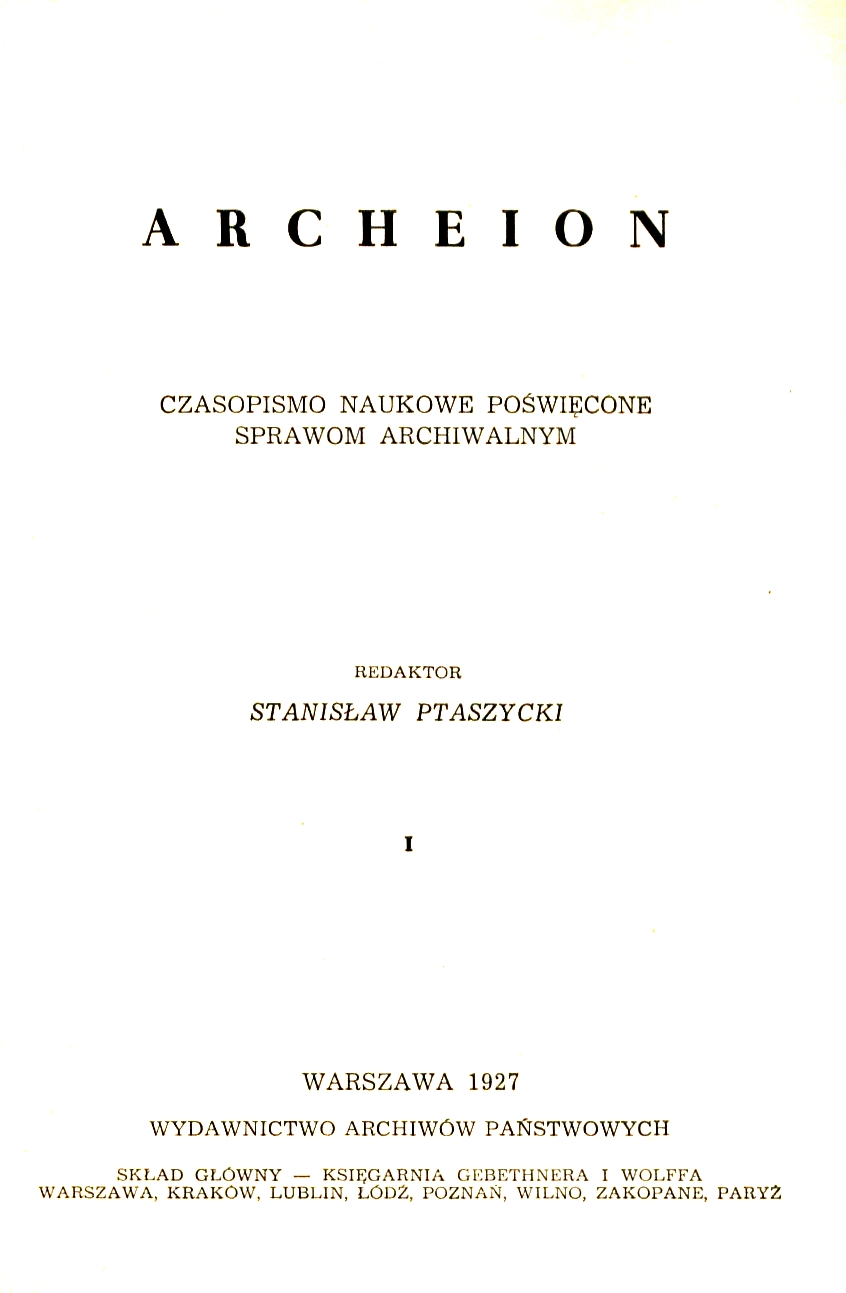
Karta tytułowa tomu I "Archeionu" (1927).

Archeion – czasopismo naukowe poświęcone archiwistyce. Wydawane od 1927. 

## Opis
Jego pierwszym redaktorem był Stanisław Ptaszycki, a długoletnim redaktorem naczelnym Piotr Bańkowski, który był też współzałożycielem półrocznika. 
Pismo do 1951 r. było organem Wydziału Archiwów Państwowych, następnie Naczelnej Dyrekcji Archiwów Państwowych.
Tematyka „Archeionu” to przede wszystkim artykuły dot. teorii i praktyki archiwalnej (terminologia, metodyka opracowania, pomoce archiwalne), historii i zasobów archiwów (także zagranicznych), przedstawiano tu również omówienia rozmaitych zbiorów (zespołów archiwalnych) i wybranych grup archiwaliów. Na łamach pisma zamieszcza się też m.in. przeglądy literatury archiwalnej, recenzje, kronikę wydarzeń.
W czasopiśmie tym znaleźć można wiele podstawowych materiałów źródłowych będących przedmiotem wielu opracowań związanych z historią archiwistyki i archiwów. Należy wspomnieć w tym miejscu o dotkliwym braku dokumentacji Wydziału Archiwów Państwowych (WAP), którego akta uległy w całości zniszczeniu. Stąd dużą wartość źródłową mają publikowane w ,,Tekach Archiwalnych” oraz przedwojennym ,,Archeionie” m.in. protokoły Rady Archiwalnej. Oprócz tego wartościowe są publikowane w ,,Archeionie" prace m.in. Antoniego Rybarskiego, Stefana Ehrenkreutza, Kazimierza Kaczmarczyka, Józefa Paczkowskiego, Mieczysława Motasa, Reginy Piechoty, Bogdana Jagiełły, Tomasza Mencla, Zygmunta Kolankowskiego.
W ,,Archeionie" omawiano m.in. działalność archiwistów objazdowych, których zadaniem było ratowanie zabytków archiwalnych, prowadzenie archiwów prowincjonalnych oraz nadzór nad archiwami prywatnymi.

## Redaktorzy naczelni
- 1926-1931 Stanisław Ptaszycki
- 1931-1976 Piotr Bańkowski (przerwa na okres wojny 1939-1945)
- od 1976 Władysław Stępniak